# Uczeń (film)
Uczeń (ros. Ученик, Uczenik) – rosyjski film dramatyczny z 2016 roku w reżyserii Kiriłła Sieriebriennikowa, nakręcony według sztuki Mariusa von Mayenburga.

## Geneza
W 2014 Kiriłł Sieriebriennikow wystawił spektakl pod tytułem (M)uczenik na podstawie sztuki Mariusa von Mayenburga, który otrzymał 5 nominacji  do teatralnej nagrody Złota Maska (Золотая маска). Później zdecydował się na nakręcenie filmu na podstawie tej sztuki. Film powstał dzięki zaangażowaniu finansowemu średniego biznesu, a jego budżet wyniósł około miliona euro.

## Recepcja
Premiera odbyła się w ramach sekcji Un Certain Regard na 69. MFF w Cannes, gdzie film otrzymał nagrodę im. François Chalaisa. Dzięki sukcesowi na festiwalu film został zakupiony do dystrybucji przez wiele krajów europejskich. W sierpniu 2016 obraz znalazł się na liście filmów nominowanych do nagrody Europejskiej Akademii Filmowej. 

## Fabuła
Fabuła opowiada historię młodego człowieka, który stał się fanatykiem religijnym, a jego zachowanie zaczęło stopniowo wpływać na otoczenie i całą szkołę, co w końcowym efekcie doprowadziło do katastrofy.

## Obsada
- Piotr Skworcow — Wieniamin Jużyn
- Julija Aug — Inga Jużyna, matka Wieniamina
- Wiktorija Isakowa — Jelena Krasnowa, nauczycielka biologii
- Nikołaj Roszczin — ojciec Wsiewołod
- Aleksandra Riewienko — Lidija Tkaczowa
- Irina Rudnicka — Irina Pietrowna
- Swietłana Bragarnik — Ludmiła Stukalina, dyrektorka szkoły
- Aleksandr Gorczilin — Grigorij Zajcew
- Anton Wasiljew — Oleg Sielnienko, nauczyciel wuefu

## Nagrody
- Nagroda Złotego Jednorożca na Tygodniu Kina Rosyjskiego w Londynie w 2016[3].